# Atracis scripta
Atracis scripta är en insektsart som först beskrevs av Melichar 1902.  Atracis scripta ingår i släktet Atracis och familjen Flatidae. Inga underarter finns listade i Catalogue of Life.